# Waichiro Omura
Waichiro Omura (Prefectura de Shizuoka, Japó, 1 de gener de 1933- 2003) fou un futbolista japonès que va disputar 5 partits amb la selecció japonesa.